# The Devil (film fra 1921)
 For alternative betydninger, se The Devil. (Se også artikler, som begynder med The Devil)
The Devil er en amerikansk stumfilm fra 1921 af James Young.

## Medvirkende
- George Arliss som Dr. Muller
- Lucy Cotton som Marie Matin
- Roland Bottomley som Georges Roben
- Sylvia Breamer som Mimi
- Florence Arliss
- Edmund Lowe som Paul de Veaux
- Fredric March